# 時間微分
時間微分（じかんびぶん、英: time derivative, derivative with respect to time）とは、引数に時間を持つ関数もしくは汎関数の時間に関する導関数、または時間に関する微分そのものを指す。

## 概要
ある関数の時間微分は、元の関数の時間的な変化の割合を表すので、速度の名を冠することが多い。
例えば物体の運動速度や、化学反応における反応速度などは、それぞれ位置の時間微分と物質量の時間微分を指す。
時間微分は、その対象の時間的な変化の度合いを調べる目的のほかに、元の関数の性質を調べる上で、その導関数の扱いが容易である場合に用いられる。
あるいは、一般の微分方程式と同様に、未知の関数に対する時間発展を時間に関する微分方程式によって与える際に現れる。
数学や物理学などにおいては、ある種の変換に対する対称性や不変性がしばしば興味の対象となる。
特に時間変化に対する不変性は重要な意味を持ち、時間微分が恒等的に 0 であるような量は保存量と呼ばれる。このとき元の量は時間的変化に対して不変である。
ネーターの定理に示唆されるように、保存量やそれを与える保存則は、系が備える基本的な性質の反映であると考えられるので、自然科学の分野において基礎となるモデルを考える上で重要である。

## 記法
一般の導関数と同様に、時間微分は様々な微分の記法によって表されるが、物理学では慣習的に、時間微分を表す記法としてニュートンの記法を用いることが好まれる。
ニュートンの記法とは、ある関数の導関数を元の関数の上にドットをつけることで表す方法のことである。
例えば q の時間微分を 、さらに時間微分したものは  と表される。

## 力学における時間微分
ニュートン力学やラグランジュ力学においては、基本変数として位置と、その時間微分である速度を用いる。速度を時間微分したものを加速度、さらに時間微分したものを躍度（加加速度）と呼ぶ。
ハミルトン力学においては、物理量{\displaystyle A(t)}の時間微分は、ポアソン括弧[  ]を用いて、
{\displaystyle {\frac {d}{dt}}A(t)=[A(t),H]+{\frac {\partial }{\partial t}}A(t)}
と表される。ここで H はハミルトニアンである。
量子力学においても、上記の物理量 A およびハミルトニアン H をエルミート作用素、ポアソン括弧を作用素の交換子を −h/2πi で割ったものに置き換えることで同様の時間発展方程式を与えることができる（h はプランク定数、i は虚数単位、π は円周率）。
{\displaystyle {\frac {d}{dt}}A(t)=-{\frac {2\pi i}{h}}[A(t),H]+{\frac {\partial }{\partial t}}A(t).}
この方程式はしばしば換算プランク定数 ħ = h/2π を用いて
{\displaystyle {\frac {d}{dt}}A(t)={\frac {1}{i\hbar }}[A(t),H]+{\frac {\partial }{\partial t}}A(t)}
と表される。この方程式はハイゼンベルクの運動方程式と呼ばれる。ハイゼンベルク方程式は、ハイゼンベルク描像における物理量の時間発展を与える量子力学の基本方程式である。
その他生物学では、ロジスティック方程式 などにこの時間微分が用いられる。
ある個体群において、時刻 t に個体数が N 体が存在しているとする。実際の生物個体数は不連続な値（整数）をとるものであるが、数学的扱いを簡便にするために、個体数は連続な値（実数）をとるものとする（1.5体といったような値も含める）ことがしばしば行われる。実際の生物でいえば、個体数が多かったり各個体の世代が重なったりしていれば、このような近似も妥当性を帯びてくる。個体数を連続な値とすれば、個体数の増加率は N の時間微分 dN/dt で表すことができる。
個体数について、ある個体の出生と死亡という2つの要因のみによって個体数は増減する。個体群の出生率が死亡率を上回っていれば、個体数は増え続けるということになる。さらに簡略化するために出生率と死亡率を常に一定であるとする。個体数当たりの出生率を b、個体数当たりの死亡率を d とすれば、個体数の増加率は差し引きした b − d に個体数 N を掛け合わせた値となる。よって個体数増加率 dN/dt は
{\displaystyle {\dfrac {dN}{dt}}=mN}
と表される。